# Eleutherocercus
Eleutherocercus foi um gênero de gliptodontes que viveu durante o Mioceno Superior e o Plioceno Inferior (Zancliano) na América do Sul. Fósseis do gênero foram encontrados nas formações do período Huayqueriano [en] de Ituzaingó [en] (Eleutherocercus paranensis) e do período Montehermosano [en] de monte Hermoso (Eleutherocercus antiquus) na Argentina.